# 18672 Ashleyamini
18672 Ashleyamini è un asteroide della fascia principale. Scoperto nel 1998, presenta un'orbita caratterizzata da un semiasse maggiore pari a 2,5794070 UA e da un'eccentricità di 0,0761136, inclinata di 1,49220° rispetto all'eclittica.